# Lars Onsager
Lars Onsager (født 27. november 1903 i Kristiania, død 5. oktober 1976 i Coral Gables i Florida) var en norsk-amerikansk videnskabsmand i fysisk kemi. Han modtog Nobelprisen i kemi i 1968. 
Onsager havde sin uddannelse fra NTH i Trondheim. Fra 1925 arbejde han tre år som assistent for Peter Debye ved Eidgenössische Technische Hochschule (ETH) i Zurich før han flyttede permanent til USA i 1928. Her arbejdede han ved Johns Hopkins University i Baltimore, Maryland og ved Brown University på Rhode Island før han endte ved Yale University hvor han arbejdede frem til han blev pensionist i 1972.
Mens han arbejdede ved Brown, udviklede han en statistisk analyse af diffusion, som senere blev kendt som Onsagerrelationen. Den første version kom i 1929 mens det udvidede ligningssæt blev publiceret i 1931. Relationen blev overset i mange år, men blev gradvis mere og mere kendt efter 2. verdenskrig. I 1968 fik han Nobelprisen i kemi for dette arbejde.
Onsager var kendt som en fremragende teoretiker, men som en dårlig forelæser. Selv doktorgradsstudenter havde problemer med at forstå hans forelæsninger.[kilde mangler]